# Pascal Covici
Pascal Avram Covici est un éditeur américain né le 4 novembre 1885 à Botoșani (royaume de Roumanie) et mort le 14 octobre 1964 à New York.

## Biographie
Pascal Covici est le fils d'un marchand de vins roumain, qui émigre en 1897 pour s'installer à Chicago. Il devient étudiant à l'université du Michigan puis à l'université de Chicago.

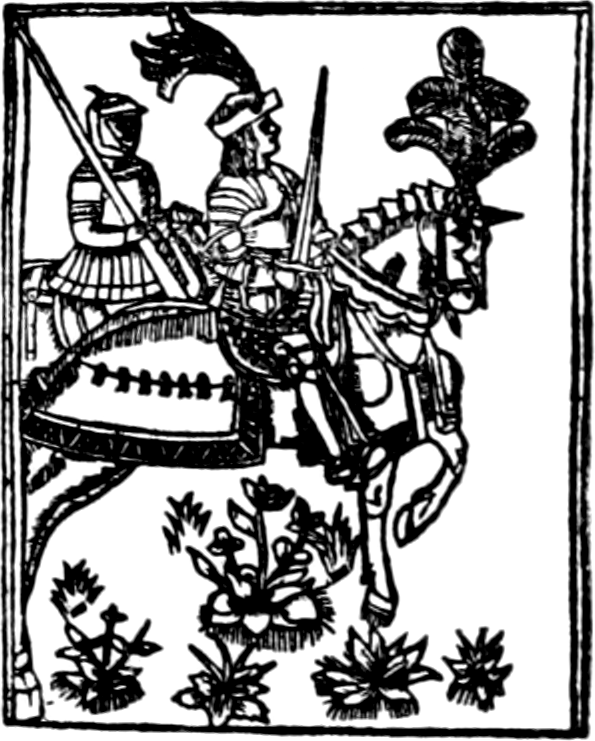
Premier logo de la maison Covici/McGee (1924).

À compter de 1922, il s'associe avec Billy McGee et fonde à Chicago une petite maison d'édition adossée à une librairie. Ils publient entre autres le roman Fantazius Mallare de Ben Hecht, illustré par Wallace Smith : le livre, jugé obscène par les autorités, entraîne l'arrestation des éditeurs, qui s'acquittent d'une amende de 1 000 dollars (une forte somme à l'époque). En 1928, Covici, lâché par son associé, publie The Wild Party, un recueil de poèmes de Joseph Moncure March, qui là encore, choque une partie du public. Il trouve un nouveau partenaire d'affaires en Donald Friede et s'installe à New York. L'édition de The Front Page de Hecht et du Puits de solitude de Radclyffe Hall entraîne un beau succès, en même temps qu'un nouveau scandale : l'ouvrage de Radclyffe Hall est mis à l'index par la New York Society for the Suppression of Vice, toutefois le juge saisi décide de ne pas en faire interdire la diffusion.
Covici et Friede éditent John Steinbeck à partir de 1934. Steinbeck, qui y publie Tortilla Flat l'année suivante, se lie d'amitié avec Covici. D'autres auteurs rejoignent le catalogue : Gene Fowler, Wyndham Lewis, Clifford Odets, et Nathanael West. Cependant, la maison d'édition connaît une première faillite en 1938. Après une tentative de relance, le fonds est racheté en 1943 par Crown Publishing Group (en).
Covici se fait entre temps embaucher par Viking Press. Il persuade Steinbeck d'y publier Les Raisins de la colère (1939) qui obtient le prix Pulitzer 1940. 
Covici bénéficia d'une grande confiance de la plupart de ses auteurs : Saul Bellow lui dédia Herzog (1964), Steinbeck À l'est d'Éden (1952), et Shirley Jackson Nous avons toujours vécu au château (1962).

## Liens et références
1. ↑  (en) « Ben Hecht farewell party at Schlogl's bar, Chicago, 1924 », fonds Carli Gigital Collections.
2. ↑  (en) Leslie A. Taylor,  « 'I Made Up My Mind to Get It': The American Trial of The Well of Loneliness, New York City, 1928-1929 », in: Journal of the History of Sexuality, 2001, 10 (2), p. 250–286.
3. ↑  Thomas Fensch, Steinbeck and Covici: The Story of a Friendship, Middlebury, Paul S. Eriksson, 1979.
4. ↑  (en) Alan J.  Filreis, « Covici-Friede », in: Peter Dzwonkoski (éd.), American literary publishing houses, 1900-1980. Dictionary of literary biography, vol. 46., Detroit, [Mich.], Gale Research Company, 1986, pp. 92–96.
5. ↑  (en) « Pascal Covici: An Inventory of His Correspondence at the Harry Ransom Center », base TARO.